# Huracà Iris
Huracà Iris va ser un huracà de categoria 4 que va devastar Belize l'octubre de 2001. Va ser l'onzè cicló tropical, la novena tempesta anomenada, el cinquè huracà, i el tercer gran huracà de la temporada d'huracans de l'Atlàntic de 2001. Va ser el segon cicló tropical més fort de la temporada darrere de l'huracà Michelle.
El nom d'Iris va ser retirat l'estiu de 2002 per l'Organització Meteorològica Mundial i mai més serà utilitzat per un huracà de l'Atlàntic. Iris va ser reemplaçat per Ingrid, que va ser utilitzar ja a la temporada d'huracans de l'Atlàntic de 2007.